# ウクライナ・プラウダ
ウクライナ・プラウダ（ウクライナ語：Українська правда）は、2000年4月16日にゲオルギー・ゴンガゼによって設立されたオンライン新聞。主にウクライナ語とロシア語で発行され、一部の記事は英語にも翻訳されている。記事の内容はウクライナの政治に重点を置いた一般読者向けに作られている。

## 歴史
創刊からわずか6カ月後、創設者のゲオルギー・ゴンガゼは当時のウクライナ大統領であるレオニード・クチマの命令に従って行動していた治安部隊によって殺害された。しかしゴンガゼの死は、同紙のスタッフによるこの話の追求を止めることはなかった。
2014年、同紙で最も著名なジャーナリストの1人であるMustafa Nayyemは、Facebookの投稿で政府の汚職に抗議するためマイダン広場に来るよう人々に促した。この行動の呼びかけは街頭での抗議運動を引き起こし、ユーロマイダンへと繋がった。
2021年5月、オーナーのオレナ・プリトゥラはウクライナ・プラウダの企業権利の100%をドラゴン・キャピタルに売却した。両当事者は、出版物の編集方針を変更しないことに合意した。
ウクライナ・プラウダのスタッフと寄稿者は、ウクライナにおける情報の自由を促進することを目的とした多くの法的・研究的手法、特に政府支出、政府調達、オフショア脱税に関する手法を開拓してきた。所属するジャーナリストは、同国の民主主義と報道の自由を促進する超党派の公的活動に日常的に参加している。

## 編集長
- 2000 Georgiy Gongadze, Olena Prytula (代理)
- 2000–2014 Olena Prytula, Serhiy Leshchenko (代理)
- 2014–現在 Sevgil Musayeva